# Romantisme britannique
 (septembre 2014).
Si vous disposez d'ouvrages ou d'articles de référence ou si vous connaissez des sites web de qualité traitant du thème abordé ici, merci de compléter l'article en donnant les références utiles à sa vérifiabilité et en les liant à la section « Notes et références ».
Le romantisme britannique est l'expression en Grande-Bretagne du mouvement romantique, mouvement artistique, littéraire et intellectuel apparu en Europe à la fin du XVIIIe siècle et qui trouvera son apogée entre 1800 et 1850. En Grande-Bretagne ce mouvement s'exprimera essentiellement dans la littérature. On considère en général la publication des Lyrical Ballads du poète William Wordsworth en 1798 et le couronnement de la Reine Victoria en 1837 comme les dates de débuts et de fin du mouvement, mais la période romantique n'est pas aussi clairement définie. Le reste du monde anglophone, notamment l'Amérique, sera touché plus tardivement par le romantisme.

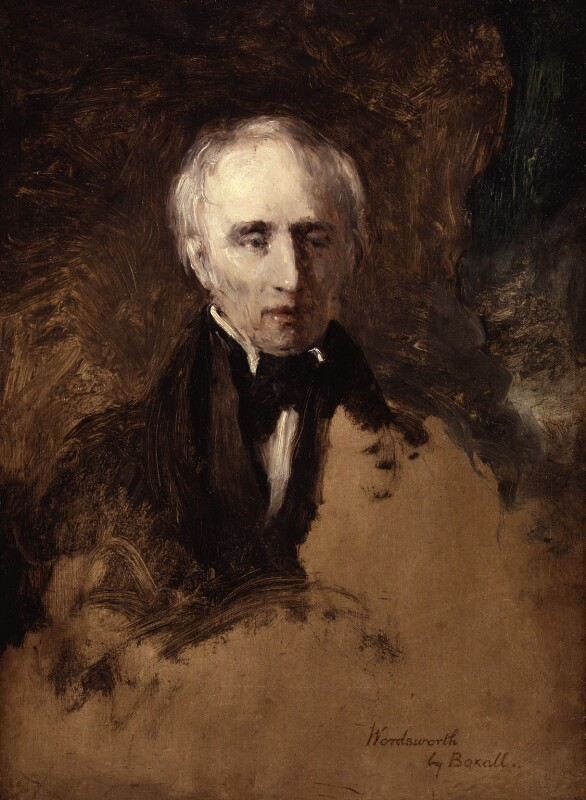
Portrait de William Wordsworth, auteur des Lyrical Ballads, huile sur panneau 1831.

## Tendances nouvelles de la poésie et du roman auXVIIIesiècle
Déjà, de 1742 à 1746, Edward Young avait publié ses Nuits qui, si elles ne respirent pas, comme l'ont cru des lecteurs superficiels, la mélancolie maladive du XIXe siècle, expriment le déchirement douloureux d'une âme éprouvée et blessée par la vie.[non neutre] Hervey avait déjà donné ses Méditations parmi les tombes (1746). Thomas Gray avait vu traduire dans toutes les langues son Élégie écrite dans un cimetière de campagne (1749). James Macpherson avait acquis, sous le nom d'Ossian, une popularité qu'il dut en partie au mystère dont il entoura son œuvre, mais qui dura malgré la découverte de sa supercherie : ses conceptions nébuleuses, la vague dont il avait entouré la terre de Morven et le palais de Selma agissait puissamment sur les imaginations ; ses descriptions monotones avaient un charme qui disposait à la rêverie, et son style grandiose agitait et élevait les esprits.

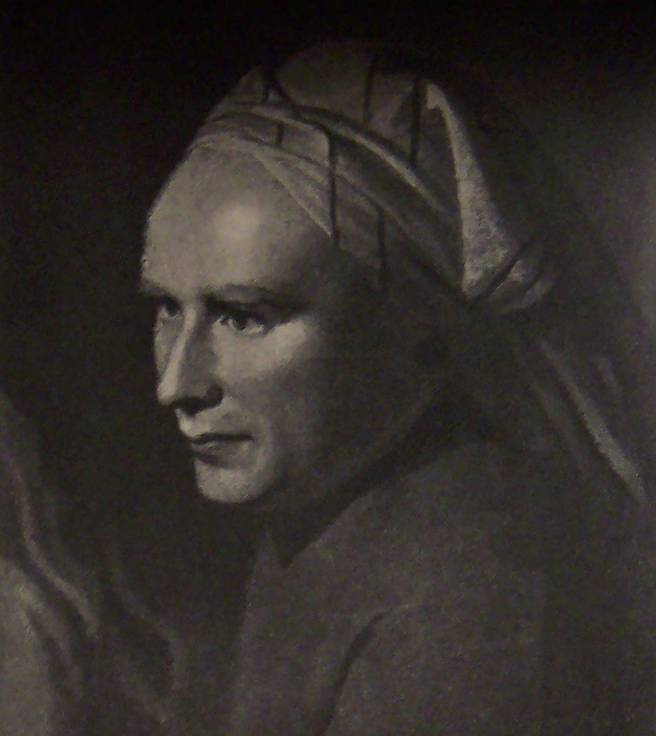
William Cowper. Poète d'une sensibilité exquise, il sut exprimer avec charme ce qu'il sentait, pensait et aimait. Il rénova ainsi le lyrisme anglais.

Le roman, de son côté, avait pris une place prépondérante. Samuel Richardson s'était fait le peintre du cœur humain aux prises avec des situations pathétiques, et Jean-Jacques Rousseau, parlant de son œuvre principale, disait : « On n'a jamais fait encore, en quelque langue que ce soit, un roman égal à Clarisse Harlowe (1748), ni même approchant ». Henry Fielding, moins touchant que Richardson, avait intéressé davantage les esprits par la variété et l'exactitude des tableaux de son Tom Jones (1750). Oliver Goldsmith dans son Vicaire de Wakefield (1766) avait donné le modèle du roman aimable et moral dont l'Europe entière aimait le ton de bienveillance et de douce philanthropie.

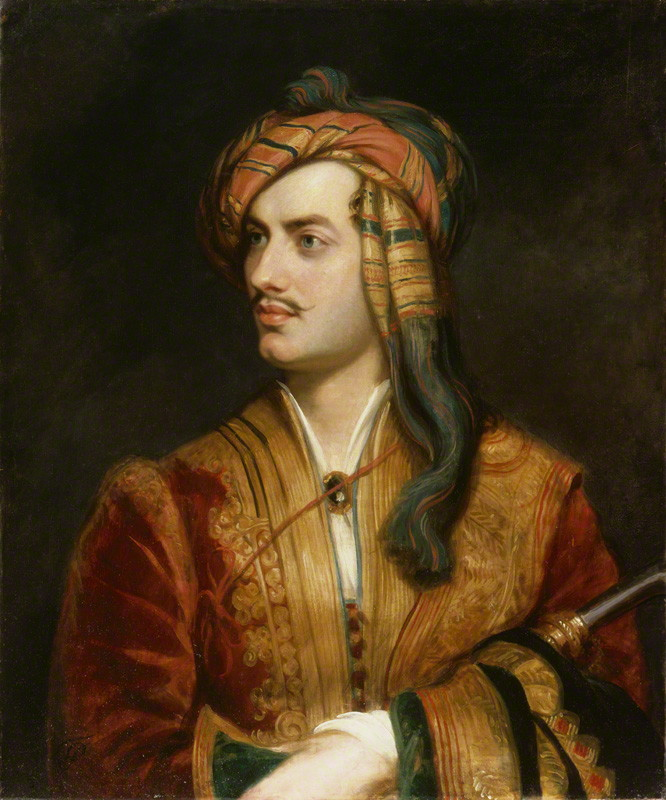
Byron en costume albanais. Byron mourut à Missolonghi le 19 avril 1824, alors qu'il était parti aider les Grecs révoltés contre les Turcs.

## La Rénovation littéraire

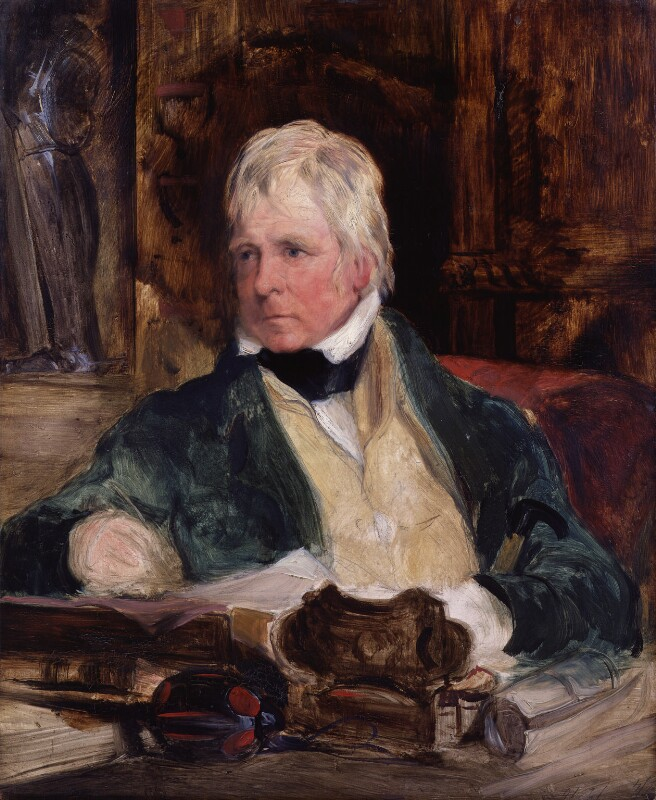
Portrait de Sir Walter Scott, l'auteur d’Ivanhoé. L'écrivain travaillait dans une salle voûtée, entouré d'armures qui évoquaient le passé féodal et guerrier de l'Écosse.

C'est alors que le mouvement des esprits qu'excitait en Allemagne la critique et les œuvres de Herder et de Gœthe se communique au Royaume-Uni. L'évêque Percy publie en 1765 les vieilles ballades nationales qu'il recherchait avec passion. Thomas Chatterton, enfant d'une précocité extraordinaire, meurt à dix-huit ans, en 1770, après avoir donné toute une série de poèmes imités de la vieille poésie anglaise et qu'il avait attribués au moine Rowley. Walton donne en 1781 son Histoire de la poésie où il proclame la puissance et la liberté native de la poésie anglaise.
Mais le poète qui donna le véritable signal de la transformation fut William Cowper (1731-1800), dont l'existence se passa presque tout entière dans la solitude. Ses vers portent l'empreinte d'une mélancolie religieuse qui était le trait dominant de son caractère. Il crée en quelque sorte au Royaume-Uni la nouvelle poésie lyrique, dans laquelle l'âme s'épanche tout entière avec ses plus secrets mouvements, et entre en communication avec la nature. La réception d'un portrait de sa mère, l'aspect de l'hiver à la campagne, une promenade au milieu des bois, sont pour lui des motifs de poésie intime que les poètes de l'école antérieure auraient dédaignés.
Tel est le caractère de l'école nouvelle. Ce sont les émotions les plus sincères chez l'homme, et dans la nature les scènes les plus simples et les plus familières que peignent les Bloomfield, les Graham et les Crabbe.
L'école lakiste marque l'apogée de ce retour à la nature, mais en y joignant l'élan vers l'idéal. Ce sont Wordsworth, Coleridge, Shelley, Keats, Southey, Wilson, Thomas Moore, poètes qui, la plupart, ont chanté les lacs du Cumberland et du Westmorland.
Alors, aussi paraît Byron, dont la poésie enflammée, profondément personnelle, a créé les superbes épopées lyriques du Pèlerinage de Childe Harold (1812), du Giaour, de la Fiancée d'Abydos, du Corsaire et de Lara. Walter Scott enfin (1771-1832), dans ses Chants populaires de la frontière écossaise, dans son Chant du dernier ménestrel, dans sa Dame du lac, et dans ses romans de Waverley, la Fiancée de Lamermoor, Ivanhoé, Quentin Durward, la Jolie fille de Perth, etc., ressuscite le Moyen Âge enfoui sous la poussière des siècles et chante, comme il le dit lui-même, « le haubert, l'écharpe, le cimier, la fée, le géant, le dragon, l'écuyer et le nain. »
Le romantisme anglais (ou britannique) s'affirme au milieu du XIXe siècle au travers de deux femmes: Charlotte et Emily Brontë. Charlotte Brontë publie en 1847 Jane Eyre. Sa sœur Emily, la même année, publie Les Hauts de Hurlevent (Wuthering Heights), un roman faisant la part belle à la sensibilité et aux sentiments[non neutre].